# Liste des gouverneurs généraux du Canada
La liste des gouverneurs généraux du Canada depuis la Confédération en 1867 présente les personnes qui ont occupé ce poste de 1867 à nos jours. Pour la liste des gouverneurs des différentes entités historiques qui composent aujourd'hui le Canada, voir la Liste des gouverneurs du Canada avant la Confédération.

## Gouverneurs généraux représentant la reine Victoria (1867-1901)
| # | Nom                                                         | Photographie | À partir du                                | Jusqu'au          |
| - | ----------------------------------------------------------- | ------------ | ------------------------------------------ | ----------------- |
| 1 | Lord Charles Monck, vicomte Monck                           |              | 1er juillet 1867                           | 14 novembre 1868  |
| - | Général Sir Charles Ash Windham (intérim)                   |              | 14 novembre 1868                           | 1er février 1869  |
| 2 | Lord John Young, baron Lisgar                               |              | 2 février 1869 (nommé le 29 décembre 1868) | 21 juin 1872      |
| - | Général Charles Hastings Doyle (provisoire)                 |              | 22 juin 1872                               | 24 juin 1872      |
| 3 | Lord Frederick Hamilton-Temple-Blackwood, comte de Dufferin |              | 25 juin 1872                               | 19 octobre 1878   |
| - | Général Sir Patrick Leonard McDougall (intérim)             |              | 19 octobre 1878                            | 24 novembre 1878  |
| 4 | Lord John Campbell, marquis de Lorne                        |              | 25 novembre 1878                           | 22 octobre 1883   |
| 5 | Lord Henry Petty-FitzMaurice, marquis de Lansdowne          |              | 23 octobre 1883                            | 25 mai 1888       |
| - | Honorable John Ross (intérim)                               |              | 26 mai 1888                                | 10 juin 1888      |
| 6 | Lord Frederick Stanley, baron Stanley de Preston            |              | 11 juin 1888                               | 15 juillet 1893   |
| - | Général Sir Alexander George Montgomery-Moore (intérim)     |              | 15 juillet 1893                            | 17 septembre 1893 |
| 7 | Lord John Hamilton-Gordon, comte d'Aberdeen                 |              | 18 septembre 1893                          | 12 novembre 1898  |
| 8 | Lord Gilbert Elliot-Murray-Kynynmound, comte de Minto       |              | 12 novembre 1898                           | 18 novembre 1904  |

## Gouverneurs généraux représentant le roi Édouard VII (1901-1910)
| # | Nom                                                   | Photographie | À partir du      | Jusqu'au         |
| - | ----------------------------------------------------- | ------------ | ---------------- | ---------------- |
| 8 | Lord Gilbert Elliot-Murray-Kynynmound, comte de Minto |              | 12 novembre 1898 | 18 novembre 1904 |
| - | Honorable Henri-Elzéar Taschereau (intérim)           |              | 18 novembre 1904 | 10 décembre 1904 |
| 9 | Lord Albert Grey, comte Grey                          |              | 10 décembre 1904 | 12 octobre 1911  |

## Gouverneurs généraux représentant le roi George V (1910-1936)
| #  | Nom                                                       | Photographie | À partir du       | Jusqu'au          |
| -- | --------------------------------------------------------- | ------------ | ----------------- | ----------------- |
| -  | Lord Albert Grey, comte Grey                              |              | 10 décembre 1904  | 12 octobre 1911   |
| 10 | Prince Arthur, duc de Connaught et Strathearn             |              | 13 octobre 1911   | 11 octobre 1916   |
| -  | Honorable Charles Fitzpatrick (intérim)                   |              | 11 octobre 1916   | 11 novembre 1916  |
| 11 | Lord Victor Cavendish, duc du Devonshire                  |              | 11 novembre 1916  | 19 juillet 1921   |
| -  | Honorable Louis Henry Davies (intérim)                    |              | 19 juillet 1921   | 11 août 1921      |
| 12 | Lord Julian Byng, baron Byng de Vimy                      |              | 11 août 1921      | 29 septembre 1926 |
| -  | Honorable Francis Alexander Anglin (intérim) (1re fois)   |              | 29 septembre 1926 | 2 octobre 1926    |
| 13 | Lord Freeman Freeman-Thomas, vicomte Willingdon de Ratton |              | 2 octobre 1926    | 16 janvier 1931   |
| -  | Honorable Francis Alexander Anglin (intérim) (2e fois)    |              | 16 janvier 1931   | 4 avril 1931      |
| 14 | Lord Vere Ponsonby, comte de Bessborough                  |              | 4 avril 1931      | 29 septembre 1935 |
| -  | Honorable Lyman Poore Duff (interim) (1refois)            |              | 29 septembre 1935 | 4 novembre 1935   |
| 15 | Lord John Buchan, baron Tweedsmuir d'Elsfield             |              | 4 novembre 1935   | 11 février 1940   |

## Gouverneurs généraux représentant le roi Édouard VIII (1936)
| #  | Nom                                           | Photographie | À partir du     | Jusqu'au        |
| -- | --------------------------------------------- | ------------ | --------------- | --------------- |
| 15 | Lord John Buchan, baron Tweedsmuir d'Elsfield |              | 4 novembre 1935 | 11 février 1940 |

## Gouverneurs généraux représentant le roi George VI (1936-1952)
| #  | Nom                                               | Photographie | À partir du     | Jusqu'au        |
| -- | ------------------------------------------------- | ------------ | --------------- | --------------- |
| 15 | Lord John Buchan, baron Tweedsmuir d'Elsfield     |              | 4 novembre 1935 | 11 février 1940 |
| -  | Honorable Lyman Poore Duff (interim) (2e fois)    |              | 11 février 1940 | 21 juin 1940    |
| 16 | Lord Alexander Cambridge, comte d'Athlone         |              | 21 juin 1940    | 16 mars 1946    |
| -  | Honorable Thibaudeau Rinfret (intérim) (1re fois) |              | 16 mars 1946    | 12 avril 1946   |
| 17 | Lord Harold Alexander, comte Alexander de Tunis   |              | 12 avril 1946   | 28 janvier 1952 |
| -  | Honorable Thibaudeau Rinfret (intérim) (2e fois)  |              | 28 janvier 1952 | 28 février 1952 |

## Gouverneurs généraux représentant la reine Élisabeth II (1952-2022)
| #  | Nom                                              | Photographie | À partir du       | Jusqu'au          |
| -- | ------------------------------------------------ | ------------ | ----------------- | ----------------- |
| -  | Honorable Thibaudeau Rinfret (intérim) (2e fois) |              | 28 janvier 1952   | 28 février 1952   |
| 18 | Vincent Massey                                   |              | 28 février 1952   | 15 septembre 1959 |
| 19 | Major-général Georges Vanier                     |              | 15 septembre 1959 | 5 mars 1967       |
| -  | Honorable Robert Taschereau (intérim)            |              | 5 mars 1967       | 17 avril 1967     |
| 20 | Roland Michener                                  |              | 17 avril 1967     | 14 janvier 1974   |
| 21 | Jules Léger                                      |              | 14 janvier 1974   | 22 janvier 1979   |
| 22 | Edward Schreyer                                  |              | 22 janvier 1979   | 14 mai 1984       |
| 23 | Jeanne Sauvé                                     |              | 14 mai 1984       | 29 janvier 1990   |
| 24 | Ramon John Hnatyshyn                             |              | 29 janvier 1990   | 8 février 1995    |
| 25 | Roméo LeBlanc                                    |              | 8 février 1995    | 7 octobre 1999    |
| 26 | Adrienne Clarkson                                |              | 7 octobre 1999    | 27 septembre 2005 |
| 27 | Michaëlle Jean                                   |              | 27 septembre 2005 | 1er octobre 2010  |
| 28 | David Lloyd Johnston                             |              | 1er octobre 2010  | 2 octobre 2017    |
| 29 | Julie Payette                                    |              | 2 octobre 2017    | 21 janvier 2021   |
| -  | Honorable Richard Wagner (intérim)               |              | 21 janvier 2021   | 26 juillet 2021   |
| 30 | Mary Simon                                       |              | 26 juillet 2021   | En fonction       |

## Gouverneurs généraux représentant le roi Charles III (depuis 2022)
| #  | Nom        | Photographie | À partir du     | Jusqu'au    |
| -- | ---------- | ------------ | --------------- | ----------- |
| 30 | Mary Simon |              | 26 juillet 2021 | En fonction |